# Estação Francisco Morato
A Estação Francisco Morato é uma estação ferroviária, pertencente à Linha 7–Rubi da CPTM, localizada no município de Francisco Morato.

## História

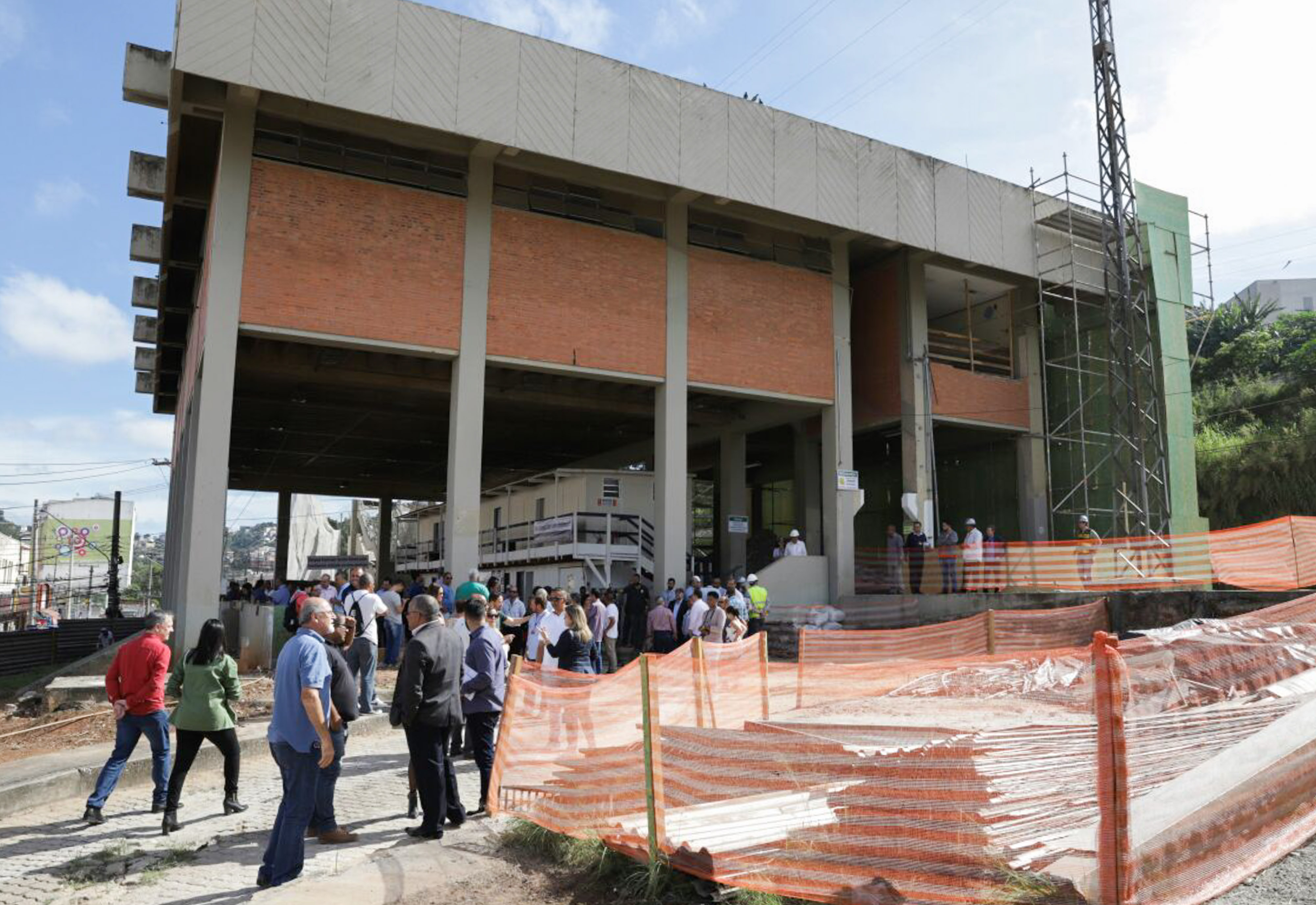
Vista do antigo prédio da estação, aberto em 1982

A estação foi inaugurada em 14 de fevereiro de 1867 (e aberta ao público dois dias depois) pela São Paulo Railway (SPR), em 16 de fevereiro de 1867, com o nome de Belém.
Entre 1890 e 1890, na primeira modernização da estrada de ferro, a primitiva estação foi substituída por um novo prédio. Após a morte do advogado e político Francisco Antônio de Almeida Morato, em 1954 a estação recebeu o nome de Francisco Morato.
Após ter passado por várias administrações, em 1981 a estação antiga da SPR foi demolida pela RFFSA, sendo substituída por uma nova estação, aberta em 1982 (embora com obras complementares ocorrendo ainda no ano seguinte)
Desde 1 de junho de 1994 a estação é administrada pela CPTM.

### Projeto

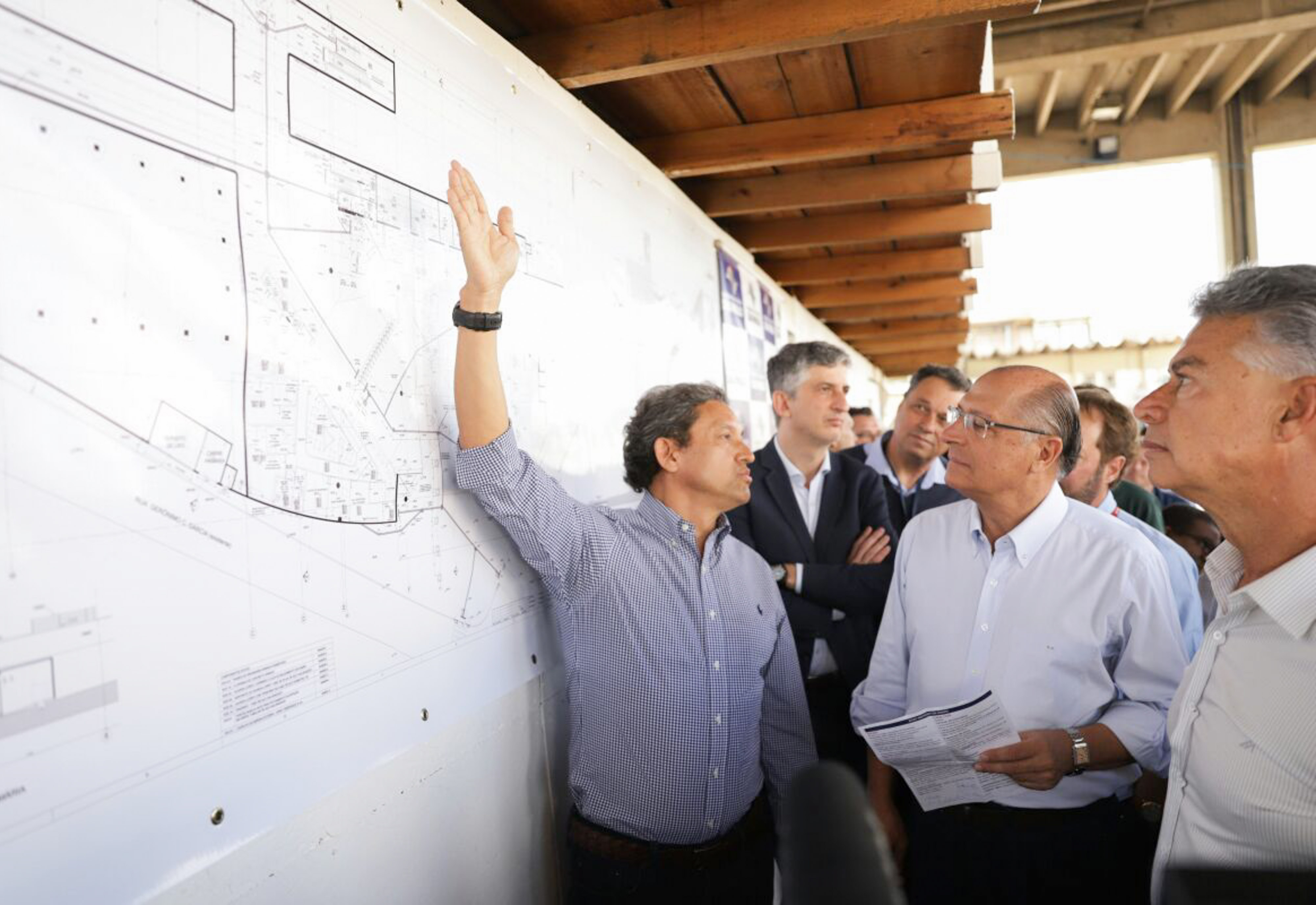
O governador Alckmin vistoria o projeto. Elaborado em 2007, o projeto da nova estação foi licitado duas vezes, as obras concluídas em 2020, custando quase o dobro do orçado inicialmente

Em 29 de janeiro de 2005 a CPTM lançou a concorrência nº 8379402011 visando a modernização/reconstrução de 12 estações divididas em 6 lotes de 2 estações. A Estação Francisco Morato fez parte do lote nº 3 (ao lado da estação Jaraguá). Em 18 de março de 2005 foi divulgado o resultado final, sendo homologado o Consórcio Setepla/PedroTaddei/Outec pelo valor de 1 281 520,12 reais. O projeto foi apresentado ao público em junho de 2007, durante as audiências públicas para a contratação das obras.

### Obras
As obras foram contratadas através da concorrência nº 8334090011, que visava reconstruir as estações Francisco Morato e Franco da Rocha. O resultado da licitação foi divulgado e homologado em 3 de outubro de 2009, sagrando-se vencedor o consórcio formado pelas empresas Consbem/TIISA/Serveng, pelo valor de R$65.697.942,51. Após o início das obras, a CPTM e as empresas do consórcio entram numa disputa sobre o valor do contrato. Posteriormente as empresas Consbem, TIISA e Serveng abandonaram o contrato de Francisco Morato, deixando as obras da estação paralisadas em 2011.
Após romper o contrato, a CPTM licita novamente as obras através da licitação nº 8042160011R, cujo resultado foi divulgado em 12 de agosto de 2016. A licitação foi vencida pelo consórcio Spavias-Telar pelo valor de R$114.900.000,00. O prazo para a conclusão das obras foi dado como 36 meses, com a CPTM autorizando o início das obras em fevereiro de 2018.
Após anos com o embarque, desembarque e transferência para a extensão operacional feitos em uma plataforma provisória, construída ao lado da antiga sentido Luz, uma estação maior foi inaugurada em 31 de agosto de 2020, e liberada ao público em 1o de setembro de 2020. A estrutura provisória foi utilizada durante quase 10 anos, desde 2010, sendo desativada com a inauguração da nova.

## Toponímia
Inicialmente chamada de Belém (nome da fazenda cujas terras foram cedidas para a sua construção), a estação foi rebatizada em 1954 para Francisco Morato. Nascido em 1868, Francisco Morato foi um proeminente jurista e político. Faleceu em 1948.

## Tabela
| Sigla | Estação          | Inauguração             | Integração               | Plataformas | Posição    | Notas                          |
| ----- | ---------------- | ----------------------- | ------------------------ | ----------- | ---------- | ------------------------------ |
| FMO   | Francisco Morato | 16 de fevereiro de 1867 | Bilhete Único da SPTrans | Central     | Superfície | Estação reconstruída pela CPTM |

## Obras de arte

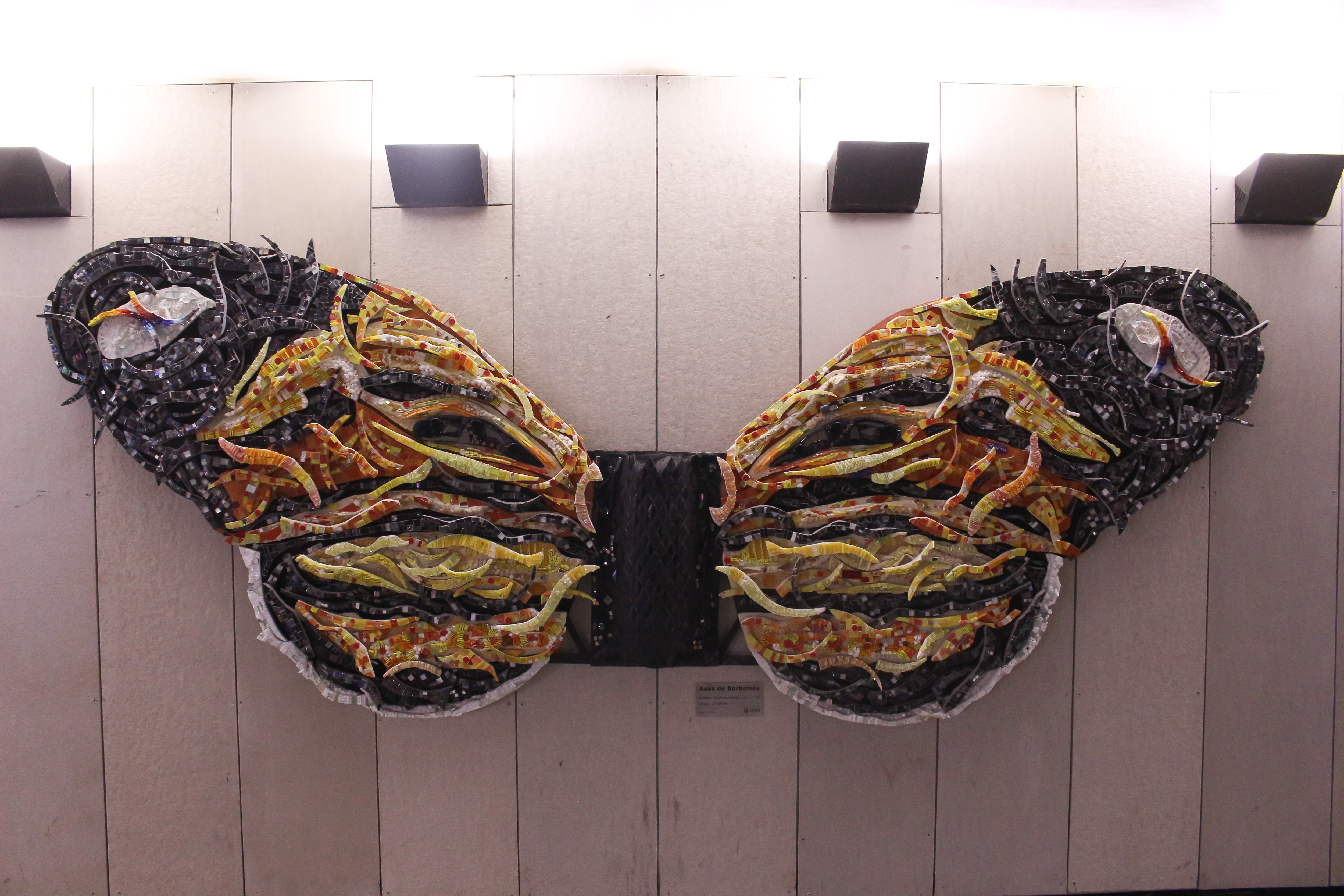
Asas de Borboleta

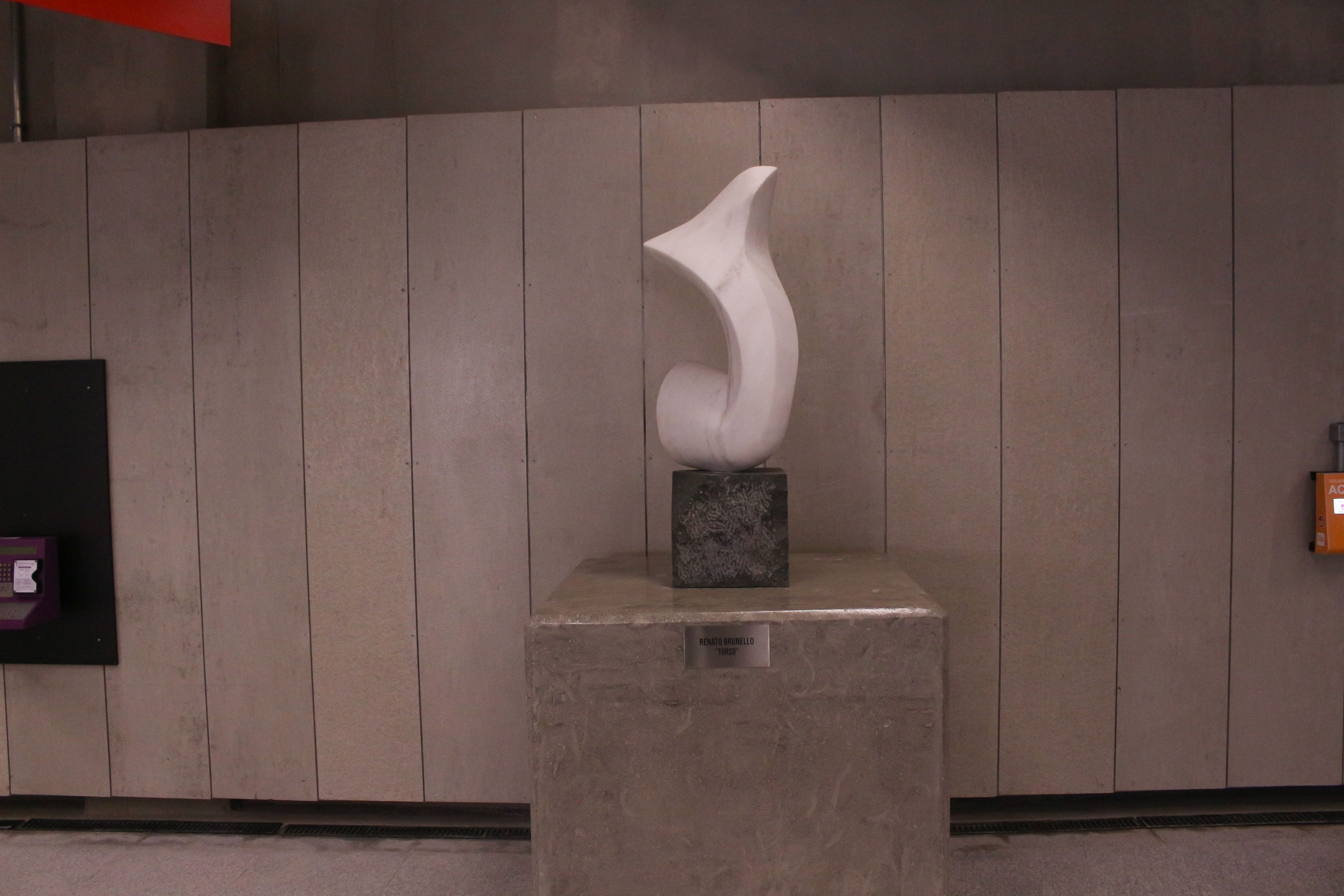
Torso

Após a inauguração de um novo prédio, a estação de Francisco Morato recebeu duas obras de arte:
- Asas de Borboleta (2020), de Solidariedade com Arte;[15]
- Torso (s.d.), de Renato Brunello;[16]